# Administrativt grevskab
Et administrativt grevskab (engelsk:administrative county) er en administrativ enhed svarende til et dansk amt. De enheder findes i England og Wales; i Wales blev ordningen modificeret en del i 1994. 
Begrebet blev indført i Storbritannien i 1888 med en ny lov om lokalforvaltning. Der blev oprettet grevskabsråd for forskellige områder i stor grad baseret på de traditionelle inddelinger i grevskaber. De traditionelle enheder blev i de fleste tilfælde bevaret i form af ceremonielle grevskaber. 
I England og Wales blev lovgivningen ændret i 1974, så de gamle grevskabsråd blev erstattet med de administrative grevskaber.
I Skotland blev ordningen fjernet i 1975 og erstattet med regioner.
I Nordirland blev ordningen aldrig formelt afskaffet, men er alligevel erstattet af et system med 26 distrikter.
Republikken Irland beholdt den gamle ordning indtil 2001, da grevskabsrådene blev erstattet af counties, men uden den samme historiske baggrund som egentlige grevskaber som i England.